# 파동

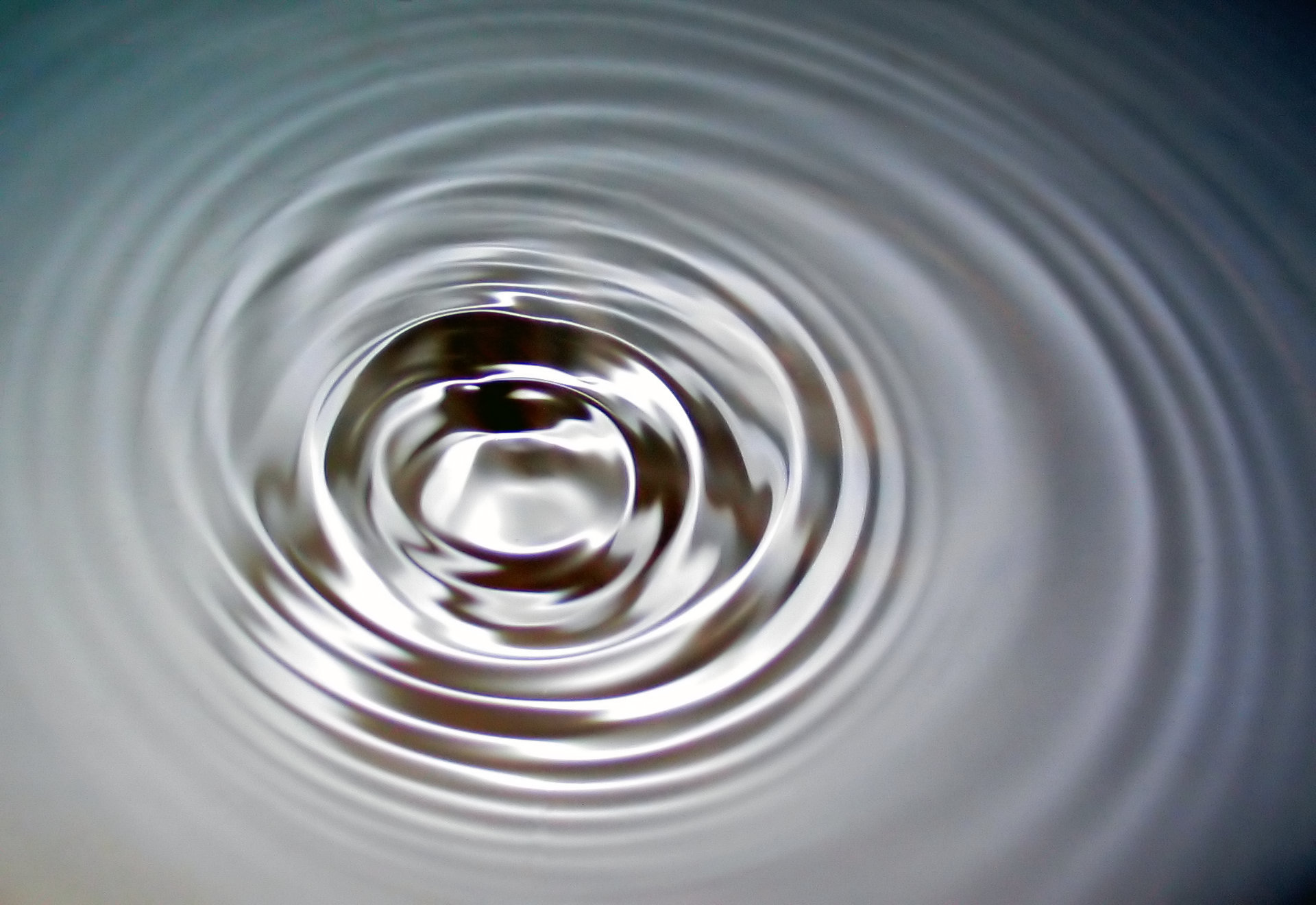
물방울에 의한 파동

물리학 혹은 수학에서 파동(波動, 영어: wave)은 공간 상에서 평형 상태로부터의 변화 혹은 진동이 전달되는 현상이다. 파동은 진동수와 파장을 가지며, 파동이 시간과 공간에서 가지는 주기성은 파동 방정식으로 표현될 수 있다.
고전역학에서 파동은 주로 탄성파와 전자기파를 말한다. 탄성파는 매질에 변형이 가해졌을 때, 매질의 복원력에 의해 매질 상에서 전달된다. 이때 매질은 에너지를 전달하기만 할 뿐, 매질 자체의 위치는 변하지 않는다. 예를 들어, 평형 상태의 기타 현을 잡아당긴 후 손을 놓으면, 현의 탄성력에 의해 그 변화가 현을 따라 전달되면서 현이 진동한다. 이 외에도 공기를 매질로 하는 소리(음파), 땅을 매질로 하는 지진파, 물을 매질로 하는 수면파 등이 있다.
이 외에도 상대성 이론에서 시공간의 변화가 전달되는 중력파 등이 있다.
한편 파동은 파동의 진행 방향과 매질 혹은 장의 변동 방향의 관계에 따라 횡파 혹은 종파로 나뉘기도 한다. 전기장과 자기장이 각각 전자기파의 진행 방향과 수직으로 진동하는 전자기파는 대표적인 횡파이며, 공기가 압축과 팽창을 반복하며 전달되는 음파는 대표적인 종파이다.

## 물리적 설명
매질 내의 한 점에서 생긴 매질의 진동 상태가 매질을 통해서 퍼져 나가는 현상을 말한다. 공간상의 한 점에서 서로 순환적으로 변환되는 두 가지 형태의 에너지가 존재할 때, 이를 진동자(振動子, oscillator)로 볼 수 있다. 파동은 시간과 공간으로 주어지는 한 점에서 정의되는 물리량 g(t,x)이 변화하는 것이다. 주변에 있는 다른 한 점이 이와 동일한 성질을 가지면, 이 두 진동자 간에 커플링(coupling)이 일어나고, 시간의 흐름과 함께 에너지가 주변의 진동자로 전파될 수 있다. 이러한 식으로 에너지가 퍼져나가는 것이 파동이다.

## 전자기파
전자기파는 전기장과 자기장의 상호작용으로 전자기장의 변화가 공간 상으로 퍼지는 현상이다. 전기장과 자기장의 상호작용은 맥스웰 방정식에 의해 결정된다. 전자기파는 매질 없이 빛의 속도로 전파되며, 일부 유전체를 통과하기도 한다. 전자기파는 그 파장의 길이에 따라 분류되며, 파장이 긴 순서로 전파(라디오파), 적외선, 가시광선, 자외선, X선, 감마선 등이 있다.

### 전자기파의 활용

#### 통신
라디오파·마이크로파 영역은 AM/FM 방송, 위성·지상 이동통신(4G·5G·6G)의 기반이다. 마이크로파 레이더는 항공 관제, 기상 관측, 차량 자율주행 센서로 활용된다. 광섬유 통신에서는 다이오드·파이버 레이저를 광원으로 사용해 Tb/s급 전송 용량을 달성한다.

#### 의료
MRI는 라디오파 공명을 통해 연부 조직 영상을 제공하고, CT는 고에너지 X선을 이용해 단층 영상을 재구성한다. 레이저는 시력 교정(Excimer), 피부 치료(Er:YAG), 종양 절제(CO₂) 등에서 정밀 에너지 전달 매체로 쓰인다. 적외선 열화상 카메라는 비접촉 체열 측정에 이용된다.

#### 과학 기술 및 우주 탐사
광학 분광학은 전자기파 스펙트럼 분석으로 화학 조성을 규명하며, 천문학에서는 라디오·적외선·자외선·X선 망원경을 통해 은하·블랙홀·별 탄생 과정을 관측한다. 지구 관측 위성은 마이크로파 SAR(합성개구 레이더)와 적외선 센서를 이용해 해수면·빙하·식생 변화를 모니터링한다.

#### 국방 및 보안
레이더는 항공기·미사일·함선을 탐지·추적하며, 전자전 장비는 적 신호를 교란·도청한다. 적외선 열영상 장치는 야간 투시 능력을 제공한다. 고출력 마이크로파(HPM) 무기는 적 전자 장비를 무력화할 수 있는 비살상 무기로 연구 중이다. 레이저 거리 측정기는 표적 지시·포탄 유도에 사용되며, 양자 암호통신 기술은 전자기파의 양자 특성을 이용해 초고보안 링크를 구현한다.

#### 레이저
레이저(Laser)는 Light Amplification by Stimulated Emission of Radiation의 머리글자를 딴 용어로, 유도 방출(stimulated emission)을 이용해 빛을 증폭‧발진하는 광원을 가리킨다. 파장은 적외선부터 자외선까지, 출력은 mW급 소형 소자부터 다중 kW급 공업용 장치까지 다양하다.
레이저는 유도 방출에 기반한다. 이미 존재하는 광자가 들뜬(여기된) 원자나 분자를 자극하면, 동일한 위상·파장·방향을 지닌 새로운 광자가 방출되어 파동이 증폭된다. 이러한 광증폭이 자발적·지속적으로 일어나려면 두 가지 물리적 조건이 필수적이다. 하나는 밀도 반전(population inversion)이다. 하위 에너지 준위보다 상위 준위에 더 많은 전자가 존재해야 한다. 에너지 공급원에서 매질에 에너지를 공급하여 매질의 전자를 계속해서 높은 에너지 준위로 들뜨게 시키고 들뜬 전자의 개수가 바닥 상태 전자의 개수보다 절반 이상 많으면 빛이 증폭된다. 이런 상황을 밀도 반전이라고 한다. 둘째로, 광자 피드백이다. 거울 한 쌍으로 이루어진 공명기(resonator) 내부에서 광자가 여러 차례 왕복하여 이득이 누적되어야 한다. 공진기의 한쪽 거울은 부분 투명하게 제작되어 증폭된 빔 일부를 방출하며, 이 출력이 곧 레이저 빛이다.
레이저 또한 맥스웰 방정식을 따르는 전자기 복사이지만, 레이저는 유도 방출과 공명기 구조 덕분에 일반 광원과 구별되는 특성을 얻는다.

### 맥스웰 방정식
맥스웰 방정식(-方程式, Maxwell's equations)은 전기와 자기의 발생, 전기장과 자기장, 전하 밀도와 전류 밀도의 형성을 나타내는 4개의 편미분 방정식이다.
{\displaystyle {\begin{aligned}\nabla \cdot \mathbf {E} \,\,\,&={\frac {\rho }{\varepsilon _{0}}}\quad &{\text{(Gauss's law)}}\\\nabla \cdot \mathbf {B} \,\,\,&=0&{\text{(Gauss's law for magnetism)}}\\\nabla \times \mathbf {E} &=-{\frac {\partial \mathbf {B} }{\partial t}}&{\text{(Faraday's law)}}\\\nabla \times \mathbf {B} &=\mu _{0}\left(\mathbf {J} +\varepsilon _{0}{\frac {\partial \mathbf {E} }{\partial t}}\right)&{\text{(Ampère-Maxwell law)}}\end{aligned}}}
여기서 {\displaystyle \mathbf {E} }는 전기장, {\displaystyle \mathbf {B} }는 자기장, {\displaystyle \rho }는 전기적 전하 밀도, {\displaystyle \mathbf {J} }는 전류 밀도이고, {\displaystyle \varepsilon _{0}}, {\displaystyle \mu _{0}}는 각각 진공 유전율, 진공 투자율이다. 이 네 식을 종합하면 진공({\displaystyle \rho =0,\mathbf {J} =0})에서 전기장과 자기장이 파동 방정식을 만족하며, 그 전파 속도가 {\displaystyle c={\frac {1}{\sqrt {\mu _{0}\varepsilon _{0}}}}}임을 보여 준다. 이는 빛이 전자기파라는 사실을 이론적으로 설명하는 결과가 되었으며, 현대 전자공학·통신·광학의 토대를 제공한다.맥스웰 방정식은 빛 역시 전자기파의 하나임을 보여준다.

## 양자역학적 파동
양자역학에서는 파동의 개념이 널리 사용된다. 물질 또한 파동성을 가지는 물질파로 설명되고, 나아가 양자역학적 계는 슈뢰딩거 방정식으로 결정되는 하나의 파동 함수로 설명된다. 파동함수 자체는 물리적 의미가 없으며, 파동함수에 다양한 연산자를 적용한 채로 계산을 수행하면 원하는 물리량(위치, 운동량, 에너지 등)에 대한 확률진폭을 얻을 수 있다.

### 슈뢰딩거 방정식
슈뢰딩거 방정식(-方程式, 영어: Schrödinger equation)은 양자역학 시스템의 파동함수를 설명하는 편미분 방정식이다. 대략 길이 척도로는 1 Å({\displaystyle 10^{-10}} m, 원자 반경)에서 수 nm, 에너지 척도로는 수 eV (원자·분자)에서 수 keV (고체 내 전자) 수준인 미시세계에서는 입자의 위치와 운동량이 확률적으로 분포하기 때문에, 이를 파동 함수를 이용해 해석한다. 파동 함수 {\displaystyle \psi (x)}에 대한 슈뢰딩거 방정식은 다음과 같다.
{\displaystyle i\hbar {\frac {\partial {}|\psi \rangle }{\partial {}t}}={\hat {H}}|\psi \rangle }
파동 함수의 절댓값 제곱 {\displaystyle |\psi (x)|^{2}}는 그 입자를 위치 x에서 관측할 확률 밀도이다. 따라서 슈뢰딩거 방정식이 예측하는 것은 측정 직전의 파동 함수 전개이고, 관측 행위가 일어나기 전에는 입자의 위치나 운동량이 확정되어 있지 않다.

## 참고 문헌
- Graham W. Griffiths, William E. Schiesser (2009). “Linear and nonlinear waves”. 《Scholarpedia》 4 (7): 4308. doi:10.4249/scholarpedia.4308.

## 같이 보기
- 횡파
- 종파
- 사인파
- 파동 방정식
- 도플러 효과
- 위상 속도
- 파도타기 응원